# La Guérinière
La Guérinière é uma comuna francesa na região administrativa da Pays de la Loire, no departamento de Vendéia. Estende-se por uma área de 7,82 km². Em 2010 a comuna tinha 1 368 habitantes (densidade: 174,9 hab./km²).